# Canal Pechora-Kama
El canal Pechora-Kama (en ruso: Канал Печора-Кама), o en ocasiones el canal Kama-Pechora, fue un canal propuesto destinado a unir la cuenca del río Pechora en el norte de la Rusia europea con la cuenca del Kama, un afluente del Volga. Este proyecto integraría el Pechora en el sistema de vías navegables de la Rusia europea, centrado en el Volga, algo que era de particular importancia antes de la llegada de los ferrocarriles, o antes de que el primer ferrocarril llegara a Pechora en la década de 1940. Más tarde, el proyecto se propuso principalmente con el fin de transferir el agua de Pechora al Volga y más adelante al Mar Caspio.

## Propuestas delsigloXIX
En el siglo XIX, la comunicación entre Kama y Pechora se realizaba principalmente a través de una carretera de transporte de 40 km entre Cherdyn y Yaksha. También existía la opción de utilizar botes muy pequeños que pudieran subir por los tramos más altos de los afluentes Kama y Pechora, y transportar las mercancías durante los 4 km restantes de porteo. Las malas condiciones de los ríos y las carreteras hicieron que el transporte hacia y desde la cuenca de Pechora fuera muy costoso, y se propusieron varios proyectos de mejora, incluido un ferrocarril de transporte de vía estrecha. Sin embargo, nunca se hizo mucho.

## sigloXX
Un canal entre Pechora y Kama fue parte de un plan para una "reconstrucción del Volga y su cuenca", aprobado en noviembre de 1933 por una conferencia especial de la Academia de Ciencias de la URSS . Hydroproject, el instituto de presas y canales dirigido por Sergey Yakovlevich Zhuk, llevó a cabo una investigación en este sentido. El instituto de Zhuk desarrolló algunos planos de diseño, pero sin mucha publicidad ni trabajos de construcción reales.
El plan del canal recibió un nuevo impulso en 1961 durante el mandato de Jrushchov. Ahora formaba parte de un plan aún mayor para la "inversión del río norte ", que también incluía proyectos similares de desviación de agua de río en Siberia.

## Prueba nuclear
A diferencia de la mayoría de las otras partes del esquema de cambio de ruta del gran río, la ruta de Pechora a Kama no se quedó en la mesa de dibujo. Vio trabajo real sobre el terreno realizado del tipo más inusual: el 23 de marzo de 1971, tres cargas nucleares subterráneas de 15 kilotones explotaron cerca de la aldea de Vasyukovo en el distrito Cherdynsky del Óblast de Perm, a unos 100 km al norte de la ciudad de Krasnovishersk. Esta prueba nuclear, conocida como Taiga, formó parte del programa soviético de explosiones nucleares pacíficas, que estaba destinado a demostrar la viabilidad de utilizar explosiones nucleares para la construcción de canales. La triple explosión creó un cráter de más de 600 m de largo. Más tarde, se decidió que la construcción de un canal completo de esta manera, utilizando potencialmente varios cientos de cargas nucleares, no sería factible, y se abandonó el uso de cargas nucleares para la excavación de canales..
El plan de reversión del río del Norte fue completamente abandonado por el gobierno en 1986.

## Consecuencias ambientales
Las explosiones de Taiga pueden estar entre los dispositivos que produjeron la mayor proporción de su rendimiento a través de reacciones de solo fusión, con el 98% de su rendimiento explosivo de 15 kilotones derivado de reacciones de fusión, una fracción de fisión total de 0,3 kilotones en un dispositivo de 15 kt. Estas bombas se conocen como bombas limpias, ya que es la fisión la responsable de generar la lluvia radiactiva.
Alrededor de 2000, los ambientalistas locales llevaron a cabo varias expediciones al cráter Taiga y se encontraron con la única persona que aún residía en la aldea de Vasyukovo. Las cercas que rodean el cráter se habían oxidado y caído, y el "Lago Atómico" es ahora un lugar de pesca popular para los residentes de los otros pueblos cercanos, mientras que sus costas son conocidas por la abundancia de hongos comestibles. La zona también es visitada por personas que recogen cables metálicos y otros trozos que quedaron de la prueba original para venderlos a las empresas de reciclaje de chatarra. Los ambientalistas recomendaron que el lago del cráter se cerrara nuevamente, debido a la continua radiactividad residual.
La prueba de salva nuclear triple "taiga", que forma parte del proyecto preliminar del canal Pechora-Kama de marzo de 1971, produjo cantidades sustanciales de Cobalto-60 de vida relativamente corta a partir de tubos de acero y suelo (" Origen del Co-60. Activación del Co estable, Fe, Ni (del artefacto explosivo y la tubería de acero, y del suelo) por neutrones "). A partir de 2011, este producto de activación de neutrones generado por fusión es responsable de aproximadamente la mitad de la dosis de rayos gamma en el sitio de prueba. La vegetación de fotosíntesis existe alrededor del lago. Se realizó un estudio de radiación de 2009 del lago y las áreas circundantes para determinar el peligro relativo de la zona, encontrando que "la tasa actual de dosis de rayos γ externos a un ser humano a partir de las contaminaciones asociadas con el experimento 'Taiga' fue de entre 9 y 70 μ Sv [micro-Sieverts] por semana". El informe también recomienda un monitoreo periódico del sitio. En comparación, la exposición típica a la radiación de fondo de origen natural es de aproximadamente 3 mSv por año, o 57 μSv por semana.